# Guachipas
Guachipas est une ville du nord-ouest de l'Argentine, en province de Salta. C'est le chef-lieu du département de Guachipas. Elle est située à 115 km au sud-sud-ouest de la capitale de la province, Salta, sur la rive droite du río Guachipas, un des noms portés par le río Salado del Norte dans son cours supérieur. La ville est située non loin de la route nationale 68

## Population
La ville comptait 1 710 habitants au recensement de 2001, ce qui représentait un accroissement de 84,3 % par rapport aux 928 recensés en 1991.

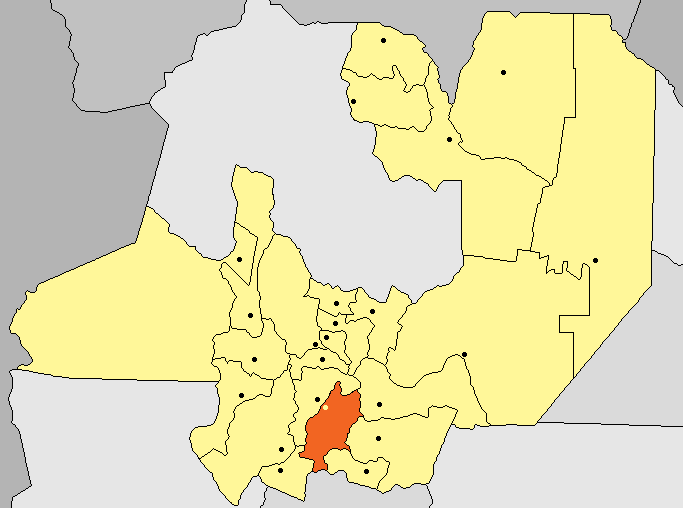
Guachipas et son département sur la carte de la province de Salta.